# Seznam francoskih botanikov
Seznam francoskih botanikov.

## A
- Michel Adanson
- Nikolaus Ager

## B
- Henri Ernest Baillon
- Pierre Boitard
- Aimé Bonpland
- Jean-Baptiste Édouard Bornet
- Jean Baptiste Bory de Saint-Vincent
- Henri Braconnot
- Charles-François Brisseau-Mirbel
- Adolphe Theodore Brongniart

## C
- Aimée Antoinette Camus
- Elie-Abel Carrière
- Pierre Gaspard Chaumette
- Carolus Clusius (Charles de Lécluse)

## D
- Armand David
- De Jussieu
- Pierre Jean Marie Delavay
- Jules Paul Benjamin Delessert
- René Louiche Desfontaines
- Michel Félix Dunal

## F
- Paul Guillaume Farges
- Louis Feuillée
- Adrien René Franchet

## G
- François Gagnepain
- Charles Gaudichaud-Beaupré
- Claude Joseph Geoffroy

## H
- Jean François Holandre

## J
- Victor Jacquemont
- Alexis Jordan
- Adrien-Henri de Jussieu
- Antoine Laurent de Jussieu
- Antoine de Jussieu
- Bernard de Jussieu

## L
- Jean-Baptiste Labat
- Jacques Labillardière
- Jean Baptiste Leschenault de la Tour
- Emmanuel Liais

## M
- Pierre Magnol
- André Michaux

## P
- Jean-Marie Pelt
- Joseph Marie Henry Alfred Perrier de la Bâthie
- Paul Petard (botanik)
- Joseph Pitton de Tournefort
- Charles Plumier

## R
- Constantine Samuel Rafinesque-Schmaltz
- Pierre-Joseph Redouté
- Louis Claude Richard

## S
- Augustin Saint-Hilaire
- Augustin François César Prouvençal de Saint-Hilaire
- Jacques-Henri Bernardin de Saint-Pierre
- Pierre Sonnerat
- Jean-François Séguier

## T
- Gustave Thuret
- Joseph Pitton de Tournefort

## V
- Sébastien Vaillant